# Мьюр, Джин
Джин Мьюр Фуллартон (англ. Jean Muir Fullarton; 13 февраля 1911 — 23 июля 1996) — американская актриса.
Родилась в городе Сафферн в штате Нью-Йорк. Её профессиональный актёрский дебют состоялся на Бродвее в 1930 году, а спустя три года Мьюр дебютировала на киноэкранах. Большую часть своих ролей в кино она сыграла на студии «Warner Bros.», где у неё были роли в таких фильма как «Горючее для ламп Китая» (1935), «Сон в летнюю ночь» (1935) и «Белый клык» (1936). В 1937 году актриса покинула студию, и последующие годы большую часть времени была задействована в театре, в том числе и в бродвейских постановках. В 1939 году она рассматривалась в качестве претендентки на роль Мелани Гамильтон в фильме Виктора Флеминга «Унесённые ветром». После замужества с продюсером Генри Джаффе в 1940 году, Мьюр стала также много времени уделять воспитанию троих детей.
В 1949 году Мьюр начала свою карьеру на телевидении, получив вскоре одну из ролей в сериале «Семейка Олдрич». Год спустя актриса была включена в список сторонников коммунизма в политическом памфлете «Red Channels», и вскоре канал «NBC» был вынужден убрать её из показа из-за многочисленных писем зрителей, протестующих против её участия в сериале. Последующие годы актриса также испытывала трудности с работой, из-за чего у неё возникли проблемы с алкоголем.
Вновь вернутся к актёрской карьере ей удалось с началом 1960-х, когда она снова появилась на Бродвей и получила новые роли на телевидении. Всё же возвращение Мьюр было недолгим, и после нескольких ролей она завершила свою карьеру. Переехав в город Колумбия в штате Миссури, Мьюр последующие годы преподавала актёрское мастерство в колледже. Последние годы жизни актриса провела в доме престарелых в городе Меса в Аризоне, где и умерла летом 1996 года в возрасте 85 лет. Её вклад в кинематограф США отмечен звездой на Голливудской аллее славы.